# John Rawls
John Rawls (Baltimore,  21. veljače 1921. – Lexington, 24. studenoga 2002.) američki filozof, profesor na sveučilištu Harvard.
Rawlsova knjiga Teorija pravednosti iz 1971. predstavlja najznačajnije djelo političke filozofije 20. stoljeća. Nastavljajući se na filozofsku misao teoretičara društvenog ugovara  Lockea, Rousseaua i Kanta, Rawls smatra da su načela pravednosti prema kojima se trebaju urediti temeljne društvene institucije ona oko kojih bi se suglasili racionalni djelatnici u pravičnim okolnostima. Izvorni položaj je hipotetska situacija u kojoj su pravične okolnosti ostvarene na taj način što se pretpostavlja da se racionalni djelatnici koji u njega ulaze nalaze iza vela neznanja koji im skriva njihov spol, rasu, nacionalnost, društveni i imovinski status. Rawls smatra da bi djelatnici pod tim okolnostima izabrali sljedeća dva načela pravednosti. 
1. Načelo jednakih sloboda: Svaka osoba treba imati jednako pravo na najširi ukupni sustav jednakih temeljnih sloboda kompatibilan sa sličnim sustavom sloboda za sve.

2. Društvene i ekonomske nejednakosti treba urediti tako da su ujedno

a) na najveću korist onih najugroženijih, u skladu s načelom pravedne štednje [načelo razlike], i

b) povezane s položajima i pozicijama otvorenim za sve pod uvjetima pravične jednakosti mogućnosti [načelo pravične jednakosti mogućnosti]. (Rawls 1999 [1971]: 266).
Braneći slično formulirana načela pravednosti i u svojoj drugoj knjizi Politički liberalizam, Rawls ih pokušava prikazati kao isključivo politička načela koja su lišena svih spornih filozofskih i vjerskih konotacija. Budući da su neutralna, Rawls se nada bi njegova načela političkog liberalizma mogla poslužiti kao neutralan oslonac za uređivanje temeljnih institucija suvremenih zapadnih demokratskih društva koja su obilježena činjenicom razložnog pluralizma različitih, često sukobljenih kulturnih skupina.

## Glavna djela
- A Theory of Justice, Cambridge, Mass. : The Belknap Press of Harvard University Press, 1999. (prvo izdanje 1971).
- Politički liberalizam, Zagreb: KruZak, 2000. (izvorno 1993.).
- Pravo naroda, Zagreb: KruZak, 2004. (izvorno 1999.).
- Justice as Fairness: A Restatement. Cambridge, Massachusetts: Belknap Press, 2001.

## Poveznice
Tvrtko Jolić, In memoriam: John Rawls, Prolegomena 1 (2) 2002.